# محاصره سیلوان (۲۰۱۵)
محاصرهٔ سیلوان به عملیات نیروهای امنیتی ترکیه در نوامبر ۲۰۱۵ و حکومت نظامی در شهر سیلوان (به کردی: فارقین) گفته می‌شود که طی آن به نیروها و مواضع سازمان جوانان انقلابی و میهن‌دوست وابسته به حزب کارگران کردستان حمله شد. حکومت نظامی در ۳ نوامبر آغاز و تا ۱۴ نوامبر ادامه داشت. در طی این مدت نیروهای نظامی و پلیس عملیات‌هایی را در سه منطقهٔ کوناک، مسجد و تکل در همسایگی سیلوان به اجرا گذاشتند. نظامیان ترکیه هلیکوپترها و تانک‌هایش را علیه هر مورد استفاده قرار داد و منابع محلی از در مضیقه قرار گرفتن اهالی شهر از نظر غذا، آب و برق خبر داده‌اند.

## پس‌زمینه
در ۲ اکتبر ۲۰۱۵ نظامیان ترکیه با پشتیبانی توپخانه به سیلوان حمله کردند.

## تلفات
دست‌کم ۷ نفر در محاصرهٔ سیلوان در روز ۱۱ نوامبر کشته شده‌اند که در میان آن‌ها ۲ غیرنظامی و ۱ پلیس وجود داشته‌است.